# Džangi-Tau
Džangi-Tau (gruzínsky ჯანღა, Džanga, rusky Джангитау, karačaj-balkarsky Джанги Тау) je významná hora na hlavním kavkazském hřebenu na hranici mezi Ruskem (Kabardsko-Balkárie) a Gruzií (Horní Svanetie).
Severní stěnu hory tvoří majestátní stěna Bezengi, klasická oblast ruského a sovětského alpinismu. Stéká z ní ledovec Bezengi, nejdelší ledovec Kavkazu. Hraniční hřeben v oblasti vrcholu tvoří rozvodnici mezi bezodtokou oblastí střední Asie (povodí Kaspického jezera - řeky Terek) a úmořím Černého moře (řeka Inguri).

## Vrcholy
- Výška hlavního vrcholu je na starých sovětských mapách generálního štábu uváděna na 5059 metrů, což z ní činí pravděpodobně pátou nejvyšší horu Kavkazu[p 2] a druhou nejvyšší horu Gruzie. Ovšem v různých zdrojích se uváděná výška hory pohybuje od 5051[1] do 5085 metrů.[2]

Kromě hlavního vrcholu vytváří Džangi-Tau další dva, a to:

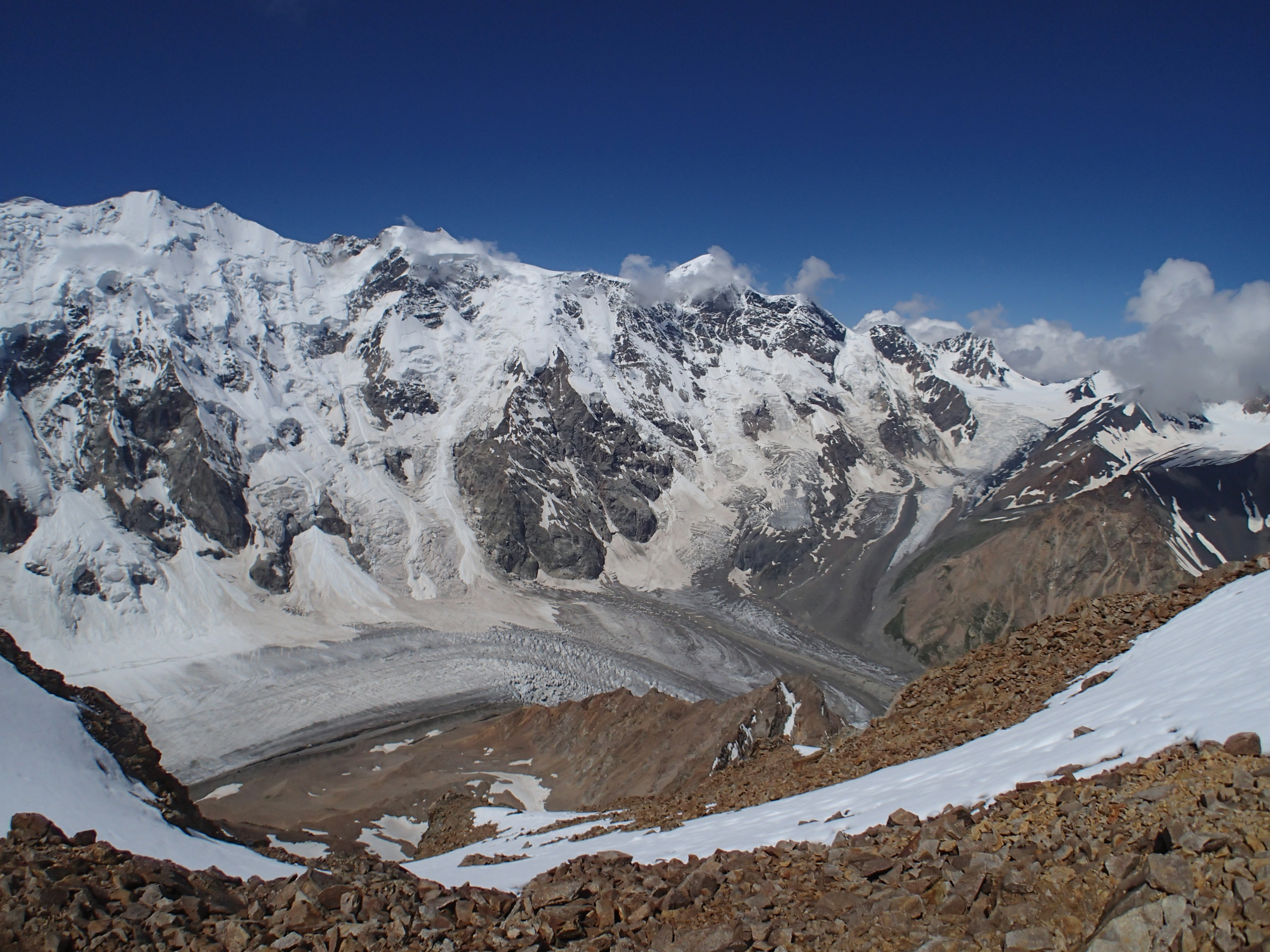
Džangi-Tau (nejvyšší vrchol vlevo) na snímku z hory Pik Semenovskovo.

- Západní vrchol s nadmořskou výškou 5058 m na souřadnicích 43°1′8″ s. š., 43°3′7″ v. d., na starých sovětských mapách generálního štábu chybně uveden jako Džangi-Tau
- Východní vrchol s nadmořskou výškou 5033,6 m na souřadnicích 43°0′48″ s. š., 43°4′14″ v. d., na starých sovětských mapách generálního štábu rovněž chybně uváděn jako Puškinův štít, který se ve skutečnosti nachází 6,5 km severozápadně v masívu hory Dychtau.

## Výstupy
Hora byla poprvé zdolána v roce 1903 výpravou A. Schulze. Všechny výstupové cesty na vrchol hory, stejně jako vůbec všechny výstupy v této části hlavního kavkazského hřbetu, jsou velmi náročnými horolezeckými výstupy vyšších stupňů obtížnosti.[zdroj⁠?!] Uváděné výstupové cesty z ruské strany jsou:
- Severovýchodní žebro na hlavní vrchol 5A
- Severovýchodní hřeben na východní vrchol 4B
- Východní pilíř na východní vrchol 5A